# Geghamské hory
Geghamské hory též Geghamský hřbet (arménsky Գեղամա լեռնաշղթա, Geghama lerrnašchta) je pohoří sopečného původu, ležící v Arménii na západním pobřeží jezera Sevan. Má rozlohu okolo 2200 km², nejvyšším vrcholem je Aždahak (3597 m n. m.). Název pohoří souvisí s legendárním panovníkem Geghamem Hajkazunim. V odlehlých horských vesnicích žijí Jezídové, zabývající se převážně pastevectvím.
Oblast je tvořena náhorní plošinou o průměrné nadmořské výšce okolo 2500 m, z níž vyčnívají sopečné kužely z načervenalého tufu. Vulkanická činnost v oblasti skončila před čtyřmi až pěti tisíci lety, památkou na ni jsou bohatá ložiska obsidiánu. Pohořím protékají řeky Azat a Hrazdan, k turistickým atrakcím patří jezero Akna a množství středověkých klášterů, na jižním okraji Geghamských hor se nachází přírodní rezervace Chosrovský les, založená již za vlády Arsakovců. Endemickým druhem regionu je lipnice Poa greuteri.
Geghamské hory jsou známy díky četným petroglyfům, svědčících o starobylém osídlení. Některé reliéfy patří k nejstarším záznamům astronomických pozorování v historii lidstva.